# Địa lý Pháp

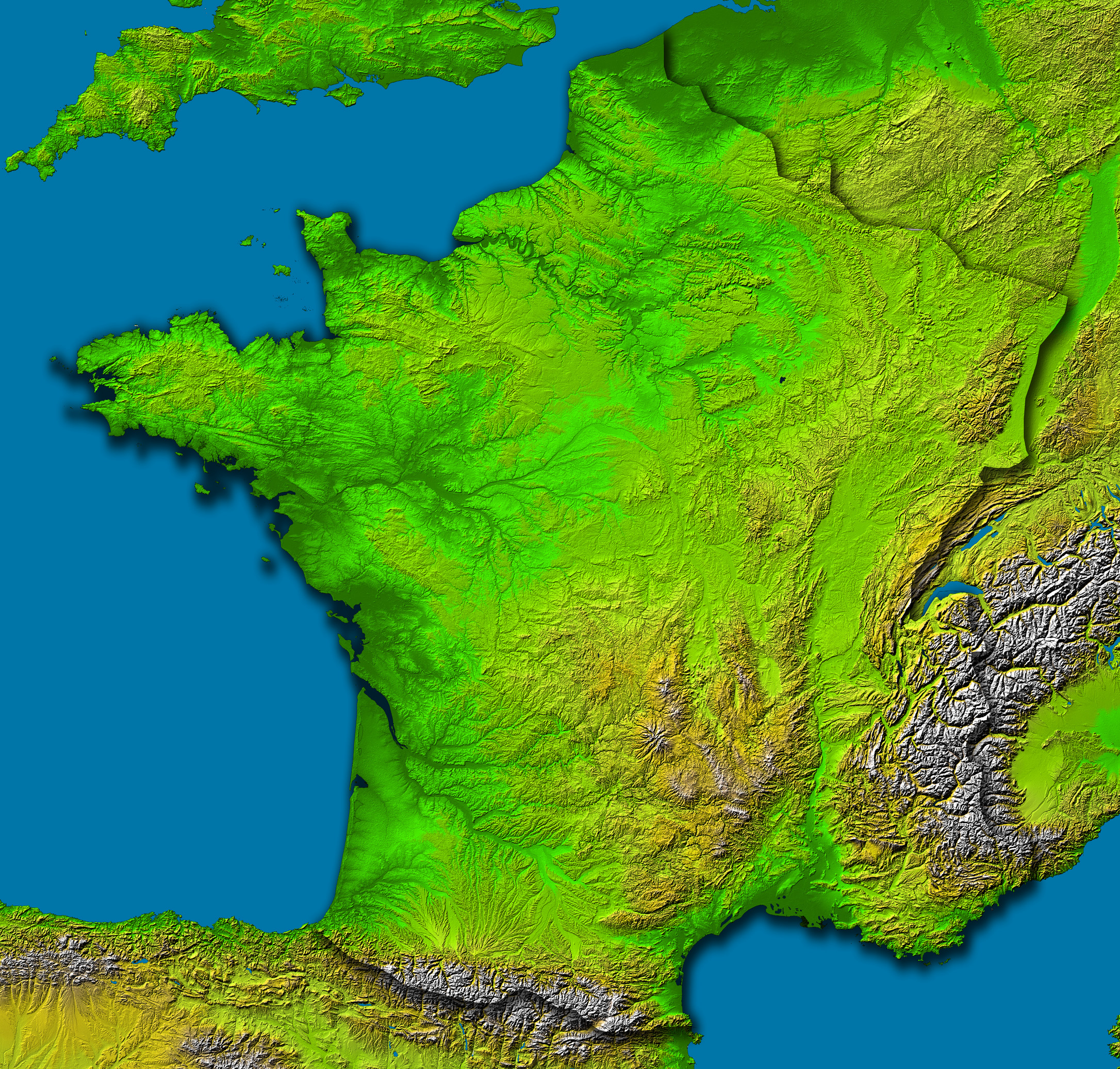
Chính quốc Pháp, nhìn từ máy đó địa hình Radar của Nasa

Pháp là một quốc gia nằm ở Tây Âu, giáp với Đại Tây Dương (Vịnh Biscay), và biển Manche giữa Bỉ và Tây Ban Nha, nằm về phía đông nam của Anh Quốc và giáp Địa Trung Hải giữa Ý và Tây Ban Nha. Pháp là quốc gia lớn nhất Tây Âu về diện tích.

## Diện tích
- Tổng diện tích: 674,843 km2

  - (Toàn bộ lãnh thổ của Cộng hòa Pháp, bao gồm cả các lãnh thổ hải ngoại nhưng loại trừ lãnh thổ Terre Adélie đang tranh chấp ở Châu Nam Cực)
- Lãnh thổ chính quốc Pháp: 551,695 km2

  - (Chính quốc - châu Âu - Chỉ tính Pháp, thông tin của viện Địa lý Quốc gia Pháp)
- Lãnh thổ chính quốc Pháp: 543,965 km2

  - (Chính quốc - châu Âu - chỉ tính Pháp, thông tin từ Sổ nhà đất Pháp, trong đó loại trừ các ao, hồ, sông băng lớn hơn 1 km2
, và các nhánh sông)

## Biên giới
- Biên giới đất liền:
  - Tổng chiều dài: 4082.2 km
  - 2889 km (chính quốc), 1183 km (Guiana thuộc Pháp) 10.2 km (Saint Martin)
- Các quốc gia giáp ranh:
  - Andorra 56.6 km, Bỉ 620 km, Đức 451 km, Ý 488 km, Luxembourg 73 km, Monaco 4.4 km, Tây Ban Nha 623 km, Thụy Sĩ 573 km (chính quốc)
  - Brasil 673 km, Suriname 510 km, 1183 km (Guiana thuộc Pháp)
  - Antille thuộc Hà Lan 10.2 km; (Saint Martin)
- Đường bờ biển: 3,427 km (chính quốc), 378 km (Guiana thuộc Pháp), 306 km (Guadeloupe), 350 km (Martinique), 207 km (Réunion)
- Chủ quyền biển:
  - Vùng giáp ranh: 24 hải lý
  - Thềm lục địa: 200-m sâu và được khai thác
  - Vùng đặc quyền kinh tế: 200 hải lý (370.4 km; 230.2 mi); không áp dụng cho Địa Trung Hải
  - Lãnh thổ biển: 12 hải lý (22.2 km; 13.8 mi)

## Địa hình
Phần lớn là đồng bằng và đồi thấp ở phía Bắc và Tây
- Độ cao so với mặt nước biển
- Điểm thấp nhất: đồng bằng Sông Rhone -2 m
- Điểm cao nhất: Mont Blanc 4,808 m

## Tài nguyên thiên nhiên
Than, sắt, bô xít, cá, gỗ, kali cacbonat và kẽm

## Thảm họa thiên nhiên
lũ lụt, lở tuyết, cháy rừng, động đất

## Thành phố và thị trấn
Những thành phố và thị trấn lớn hay những nơi có tầm quan trọng về lịch sử, bao gồm:
Abbeville, Ajaccio, Albertville, Albi, Amiens, Angers, Angouleme, Aurillac, Avignon, Bastia, Besançon, Bordeaux, Belfort, Brest, Brive, Caen, Cahors, Calais, Cannes, Carcassonne, Chamonix, Charleville-Mezieres, Chatellerault, Cherbourg, Chinon, Clermont-Ferrand, Colmar, Deauville, Dieppe, Digne-les-Bains, Dijon, Dole, Domremy, Dreux, Dunkerque, Evreux, Grenoble, La Baule, La Rochelle, Le Havre, Lille, Limoges, Lyon, Marseille, Mende, Metz, Mont-de-Marsan, Montauban, Montpellier, Nancy, Nantes, Nice, Nimes,Niort, Orléans, Paris, Pau, Perigueux, Perpignan, Poitiers, Quimper, Reims, Rennes, Rodez, Roubaix, Rouen, Saint-Gaudens, Saint-Etienne, Saint-Nazaire, Saint-Tropez, Saumur, Sete, Soissons, Strasbourg, Tarbes, Toulon, Toulouse,
Tours, Tourcoing, Troyes, Valence, Versailles, Vichy